# Niels-Juel-Klasse
Die Niels-Juel-Klasse war eine Korvetten-Klasse der Dänischen Marine. Sie bestand aus dem Typschiff, der Niels Juel (F 354), der Olfert Fischer (F 355) und der Peter Tordenskiold (F 356). Sie gehörten zur 2. Eskadre der Dänischen Marine.
Die Schiffe der Klasse waren nach dänischen Admiralen benannt: Niels Juel, Olfert Fischer sowie Peter Tordenskiold. Tordenskiold war zwar Norweger, diente aber wegen der Dänisch-norwegischen Personalunion in der gemeinsamen Marine.

## Geschichte
Die Schiffe wurden von Yarrow Shipbuilders für Dänemark geplant und 1978 bis 1980 auf der Aalborg Værft AS auf Kiel gelegt. Das erste Schiff wurde 1980 in Dienst gestellt.
Die Klasse wurde noch im Kalten Krieg gebaut und für die strategischen Besonderheiten der Dänischen Ostküste (Inseln, Zugang zur Nordsee) ausgerüstet. Die Klasse erwies sich in der Zeit nach dem Kalten Krieg aber als flexibel genug, um mit den neuen, weltweiten Strategien umgehen zu können. Von 1998 bis 2000 wurden insbesondere die elektrischen und elektronischen Anlagen und die Waffensysteme der Schiffe modernisiert, um sie noch länger in Dienst halten zu können. Die Schiffe konnten sowohl national, also in Dänischen Gewässern, als auch international operieren. Zudem verfügten sie über die Möglichkeit, Signals-Intelligence-Aufgabe übernehmen zu können.
Ihre Aufgaben waren unter anderem Eskort-, Unterstützung sowie Embargos. Dabei nahmen die Schiffe an folgenden Missionen teil:
Niels Juel
- Operation Sharp Guard
- Standing NATO Maritime Group 1

Olfert Fischer
- Zweiter Golfkrieg
- Operation Iraqi Freedom
- Standing NATO Maritime Group 1

Peter Tordenskiold
- United Nations Interim Force in Lebanon

Alle drei Einheiten wurden im August 2009 auf der Marinebasis Korsør außer Dienst gestellt. Die Nachfolgeschiffe der Niels-Juel-Klasse, die Fregatten der Iver-Huitfeldt-Klasse, waren zu diesem Zeitpunkt noch im Bau.

## Schiffe
| Kennung | Name               | Kiellegung       | In Dienst        | Rufzeichen | Außer Dienst    |
| ------- | ------------------ | ---------------- | ---------------- | ---------- | --------------- |
| F354    | Niels Juel         | 17. Februar 1978 | 26. August 1980  | OUER       | 18. August 2009 |
| F355    | Olfert Fischer     | 15. Januar 1980  | 16. Oktober 1981 | OUES       | 18. August 2009 |
| F356    | Peter Tordenskiold | 30. April 1980   | 2. April 1982    | OUET       | 18. August 2009 |